# Bereznyak-Isayev BI-1
El Bereznyak-Isayev BI-1 fue un revolucionario avión cohete ruso diseñado por A. Y. Bereznyak y A. M. Isayev, y desarrollado aproximadamente al mismo tiempo que el Messerschmitt Me 163. Iba a ser armado con dos cañones de 20 mm y algunos avances considerados, pero este modelo nunca pasó por la prueba del túnel de viento. A diferencia del reactor alemán, el BI-1 no tenía pérdida de combustible. El mayor problema era que el aparato comenzaba a vibrar y caía en picado al alcanzar velocidades cercanas a la del sonido, debido a la aparición de los efectos de la capa límite. Así le ocurrió al piloto de pruebas Grigori Bajchivandzhi, que perdió el control del aparato y murió. El desarrollo fue detenido después de que entrase en las fuerzas aéreas pero fue usado cómo planeador de entrenamiento. 
Los primeros diseños fueron elaborados en marzo de 1941, y una mejora del empuje del motor fue diseñado por Leonid Dushkin, designado D-1-A-1100, de 1100 kgf de empuje. El término "A" denota el uso de ácido nítrico como oxidante-comburente. El primer vuelo de prueba fue 15 de mayo de 1942. En enero de 1944, el BI-1 se probó con un nuevo motor, el RD-1, diseñado por él mismo Isaev. El concepto de avión cohete  había mejorado la ingeniería soviética, comenzando con el trabajo de Serguéi Koroliov a principios del decenio de 1930 en GIRD-06, y RP-318 diseñado en 1936. El jefe del Estado Mayor Mijaíl Tujachevsky, influenciado por Korolev, abogó por la importancia militar de aviones cohete estratosféricos en 1931.

## Operadores
Unión Soviética
- Fuerza Aérea Soviética